# شکربوته نقره‌ای
شکربوته نقره‌ای (نام علمی: Protea roupelliae) نام یک گونه از سرده شکربوته‌ها است.